# 陳倩宜
陳倩宜（？—）是一名香港游泳運動員，為幸運游泳隊成員之一。她代表中華民國參加1954年亞洲運動會，於女子4×100公尺自由式接力項目獲得銅牌。

## 個人紀錄
- 100公尺仰式－1:29.7